# Cogovita

Armênia em 150. Airarate situa-se mais ao centro

Cogovita (em armênio: Կոգովիտ, Kogovit (lit. "Vale do Cogo"); Կոգոեւիտ/Կոջաեւիտ, Kogoyovit/Kogayovit) ou Gogovita (em armênio: Գոգովիտ, Gogovit; em georgiano: გოგოვიტი; romaniz.: Gokoviti), segundo a Geografia de Ananias de Siracena (século VII), foi um gavar (cantão) da província de Airarate, na Armênia. Tinha 2 460 quilômetros quadrados. Como parte dessa província, era uma das terras sob controle direto da casa reinante. Nela estavam situadas Bagarana, Arcapa, Arsacavana e a fortaleza de Terua. Em 371, Meruzanes I, um indivíduo pró-Império Sassânida, foi perseguido pelas tropas lealistas de Simbácio II em suas zonas úmidas.
Com a divisão da Armênia em 387, Cogovita ficou na porção da Armênia sob controle do Império Sassânida. Cyril Toumanoff sugeriu que desde o século IV a família Bagratúnio já podia controlar Cogovita. Em 591, quando o xá Cosroes II (r. 590–628) e o imperador Maurício (r. 582–602) redividiram o país, foi transferida à porção da Armênia sob controle do Império Bizantino. No século VII, aparece como um apanágio da dinastia Bagratúnio. Entre 772 e 890, a família Arzerúnio alargou seus domínios e tomou Cogovita.